# Albert Buchmann (Politiker)

Albert Buchmann, um 1930

Albert Buchmann (* 28. Oktober 1894 in Pirmasens; † 17. Mai 1975 in Ost-Berlin) war ein kommunistischer deutscher Politiker. In der Zeit der Weimarer Republik war er von 1924 bis 1933 Reichstagsabgeordneter der KPD.

## Leben
Als Arbeiter trat Buchmann 1911 in die SPD ein. Von 1914 bis 1918 nahm er als Soldat am Ersten Weltkrieg teil. Nach Ende des Krieges trat er 1919 in die USPD ein. 1920 siedelte er nach München über, wo er 1921 Mitglied der KPD wurde. 1922 wurde er Vorsitzender der Schuharbeitergewerkschaft. Ab 1923 war Buchmann Leiter der KPD in München und Sekretär der KPD Südbayern. Im Oktober 1923 wurde er inhaftiert. In den Jahren 1925 bis 1932 war er Politischer Leiter des Bezirkes Südbayern. Ab 1932 hatte er dieselbe Position im Bezirk Württemberg inne. 1924 bis 1932 gehörte er für den Wahlkreis Oberbayern-Schwaben, 1932/33 für Württemberg dem Reichstag an. Vor 1933 arbeitete die Kommunistin und spätere Reichstagsabgeordnete Franziska Kessel in seinem Haushalt als Dienst- und Kindermädchen.
Buchmann unterzeichnete nach der Machtübernahme der Nationalsozialisten den Aufruf der KPD zum Generalstreik gegen die Regierung Hitler. Allerdings stieß dieser Aufruf kaum auf öffentliche Resonanz. Nur in den drei Textilbetrieben der schwäbischen Industrieortschaft Mössingen wurde dem Aufruf am 31. Januar im Mössinger Generalstreik Folge geleistet.
Buchmann nahm am 7. Februar 1933 an der illegalen Tagung des Zentralkomitees der KPD im Sporthaus Ziegenhals bei Berlin teil. Im Mai 1933 wurde Buchmann verhaftet und wegen Hochverrates für drei Jahre Zuchthaus Rottenburg inhaftiert. Zuletzt wurde er in das KZ Dachau überstellt. 1936 neuerlich zu drei Jahren Haft verurteilt, saß er zunächst im Zuchthaus Ludwigsburg. Er wurde wie viele kommunistische Häftlinge nicht entlassen, sondern 1940 in das KZ Sachsenhausen verschleppt. 1942 ging er auf Transport ins KZ Flossenbürg und wurde dort im April 1945 von US-Truppen befreit.
Ab 1945 war er Vorsitzender der KPD Nordwürttemberg. Der 15. KPD-Parteitag im April 1946 delegierte Buchmann neben elf weiteren Spitzenfunktionären (u. a. Kurt Müller, Walter Fisch, Fritz Sperling und Max Reimann) in den Parteivorstand der SED. Er – wie auch die anderen elf – musste auf Anordnung der westlichen Besatzungsmächte wieder ausscheiden, da die SED im Westen nicht zugelassen war. Von 1946 bis 1950 war er Mitglied der Vorläufigen Volksvertretung, der Verfassunggebenden Landesversammlung und des ersten Landtages von Württemberg-Baden. Er gehörte auch dem Länderrat des amerikanischen Besatzungsgebietes an. 1948 wurde Buchmann Mitglied des Parteivorstandes der KPD. 1953 wurde gegen ihn Haftbefehl wegen „Vorbereitung zum Hochverrat“ erlassen. Deshalb siedelte er mit seiner Familie in die DDR über. Ab 1955 war er Parteisekretär an der Einjahresschule der (ab 1956 verbotenen) West-KPD in Schmerwitz bei Wiesenburg/Mark. Von 1956 bis 1971 war er Mitglied im Zentralkomitee der Partei.
Albert Buchmann war verheiratet mit der KPD-Politikerin Erika Buchmann.

## Ehrungen
- In Oranienburg wurde die Albert-Buchmann-Straße nach ihm benannt.